# Esquadrilha da Fumaça
El Escuadrón de Demostración Aérea (en portugués: Esquadrão de Demonstração Aérea), popularmente conocido como Esquadrilha da Fumaça (en español: «Escuadrilla de Humo»), es el grupo de exhibición aérea de la Fuerza Aérea Brasileña.

## Historia
Este escuadrón fue creado en 1952 cuando algunos pilotos de combate utilizaban sus horas libres para practicar maniobras con aviones North American T-6 Texan, con los cuales realizaban loops y toneles, más tarde iniciaron las formaciones en diamante de cuatro aeronaves. Como no estaba permitido el vuelo acrobático en formación, los pilotos practicaban en la localidad de Barra da Tijuca.

### Cambalhoteiros
Como primer nombre que utilizaron los pilotos de la da Fumaça, fue el de Cambalhoterios, debido a que se realizaban sin humo, el cual al ser agregado, hizo que se cambiara la denominación del equipo a la actual. Al iniciar las conversaciones con la Escuela de Aviación, buscando dar seriedad al asunto, el entonces teniente coronel Delio Jardim de Mattos, fascinado por las acrobacias, apoyó al surgimiento del equipo.

### Da Fumaça
En la actualidad utiliza 7 Embraer EMB 314 Super Tucano.

## Actualidad
En 2012 los aviones EMB-312 Tucano de la Esquadrilha participó del desfile aéreo en la Escuela de Aviación Militar (Córdoba) de la Fuerza Aérea Argentina por el centenario de la aviación militar argentina.
En 2022 la Esquadrilha desfiló en la revista naval realizada en la bahía de Guanabara (Río de Janeiro) por el Bicentenario de Brasil junto a helicópteros Airbus H225M Caracal de la Marinha do Brasil.

## Aviones utilizados
| Avión                        | Número      | Periodo           |
| ---------------------------- | ----------- | ----------------- |
| North American T-6 Texan     | ?           | 1952 — 1968       |
| Fouga Magister               | 7           | 1968 — 1972       |
| North American T-6 Texan     | ?           | 1972 — 1977       |
| inactividad                  | inactividad | 1977 — 1983       |
| Neiva Universal              | ?           | 1983              |
| Embraer EMB 312 Tucano       | 7           | 1977 — 2013       |
| Embraer EMB 314 Super Tucano | 7           | 2013 — actualidad |

## Galería de imágenes

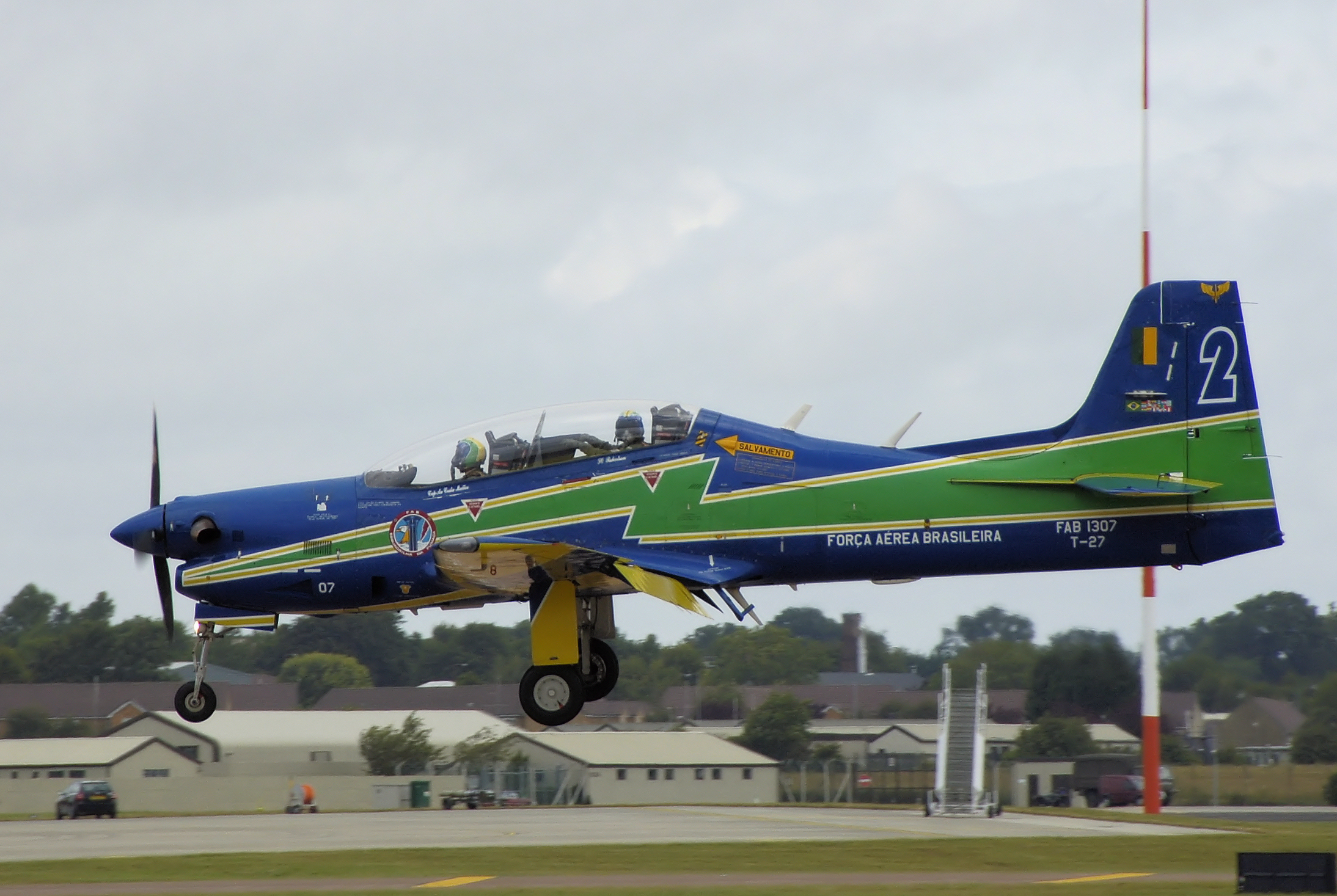
Embraer EMB 312 Tucano de la Escuadrilha da Fumaça.
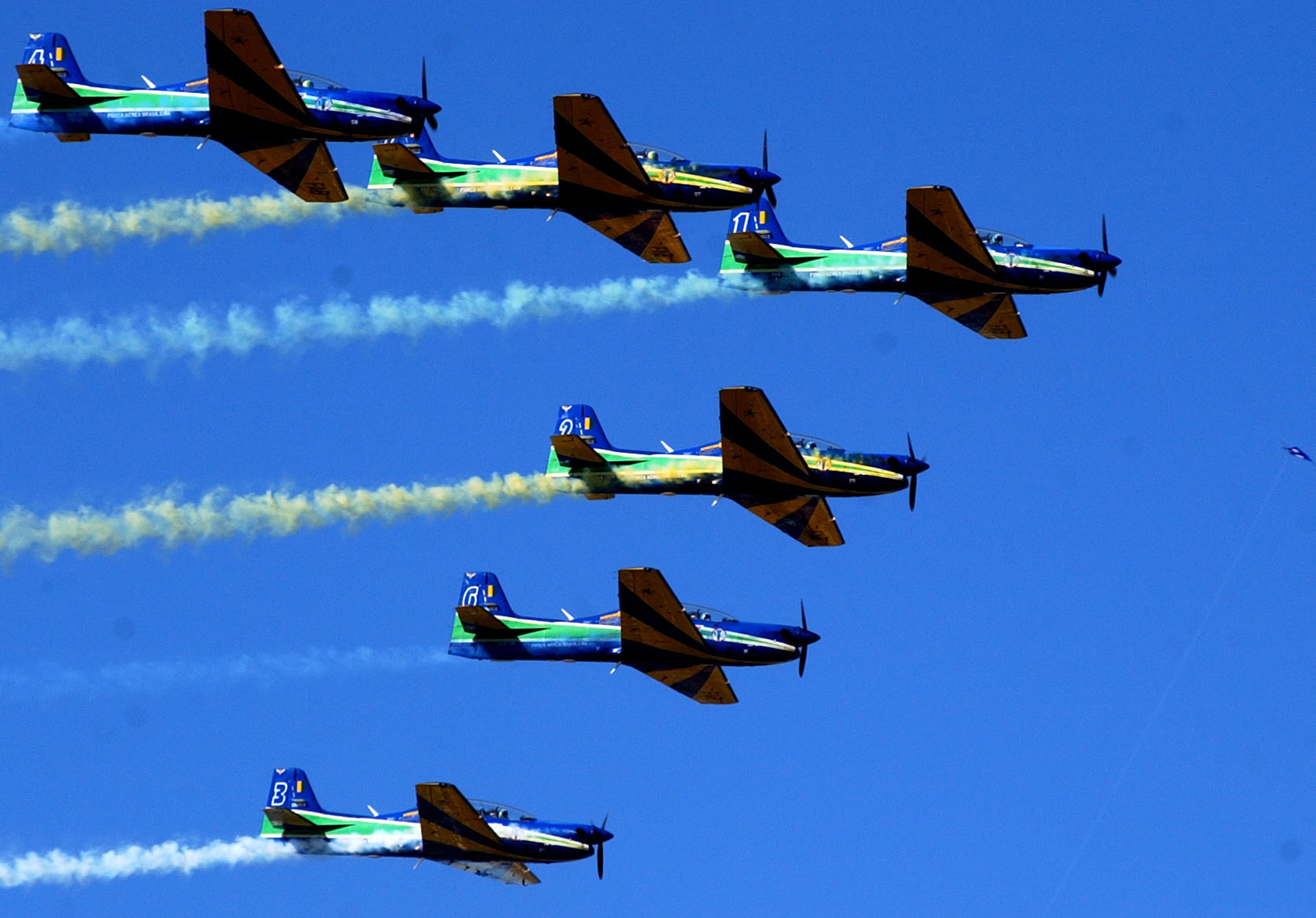
Día de la Independencia Brasileña, Brasilia.
El primer grupo de caza de la Fuerza Aérea Brasileña conmemora el 25 aniversario de la epopeya en Italia.